# Red Tilson Trophy
Red Tilson Trophy je hokejová trofej, každoročně udělovaná nejužitečnějšímu hráči Ontario Hockey League. Toto ocenění je udělováno na základě hlasování hokejových novinářů a hlasatelů a je pojmenována po Redu Tilsonovi, bývalém hráči Oshawy Generals, který byl zabit v průběhu 2. světové války. Trofej je udělována od roku 1945.

## Vítězové Red Tilson Trophy
- Tučně vytištění hráči byli současně vyhlášeni nejužitečnějšími hokejisty Canadian Hockey League.

| Sezóna  | Vítěz                                    | Tým                                      |
| ------- | ---------------------------------------- | ---------------------------------------- |
| 2021/22 | Wyatt Johnston                           | Windsor Spitfires                        |
| 2020/21 | Sezóna zrušena kvůli pandemii koronaviru | Sezóna zrušena kvůli pandemii koronaviru |
| 2019/20 | Marco Rossi                              | Ottawa 67's                              |
| 2018/19 | Ukko-Pekka Luukkonen                     | Sudbury Wolves                           |
| 2017/18 | Jordan Kyrou                             | Sarnia Sting                             |
| 2016/17 | Alex DeBrincat                           | Erie Otters                              |
| 2015/16 | Mitchell Marner                          | London Knights                           |
| 2014/15 | Connor McDavid                           | Erie Otters                              |
| 2013/14 | Connor Brown                             | Erie Otters                              |
| 2012/13 | Vincent Trocheck                         | Plymouth Whalers                         |
| 2011/12 | Michael Houser                           | London Knights                           |
| 2010/11 | Ryan Ellis                               | Windsor Spitfires                        |
| 2009/10 | Tyler Seguin                             | Plymouth Whalers                         |
| 2008/09 | Cody Hodgson                             | Brampton Battalion                       |
| 2007/08 | Justin Azevedo                           | Kitchener Rangers                        |
| 2006/07 | John Tavares                             | Oshawa Generals                          |
| 2005/06 | Wojtek Wolski                            | Brampton Battalion                       |
| 2004/05 | Corey Perry                              | London Knights                           |
| 2003/04 | Corey Locke                              | Ottawa 67’s                              |
| 2002/03 | Corey Locke                              | Ottawa 67’s                              |
| 2001/02 | Brad Boyes                               | Erie Otters                              |
| 2000/01 | Brad Boyes                               | Erie Otters                              |
| 1999/00 | Andrew Raycroft                          | Kingston Frontenacs                      |
| 1998/99 | Brian Campbell                           | Ottawa 67’s                              |
| 1997/98 | David Legwand                            | Plymouth Whalers                         |
| 1996/97 | Alyn McCauley                            | Ottawa 67’s                              |
| 1995/96 | Alyn McCauley                            | Ottawa 67’s                              |
| 1994/95 | David Ling                               | Kingston Frontenacs                      |
| 1993/94 | Jason Allison                            | London Knights                           |
| 1992/93 | Pat Peake                                | Detroit Junior Red Wings                 |
| 1991/92 | Todd Simon                               | Niagara Falls Thunder                    |
| 1990/91 | Eric Lindros                             | Oshawa Generals                          |
| 1989/90 | Mike Ricci                               | Peterborough Petes                       |
| 1988/89 | Bryan Fogarty                            | Niagara Falls Thunder                    |
| 1987/88 | Andrew Cassels                           | Ottawa 67’s                              |
| 1986/87 | Scott McCrory                            | Oshawa Generals                          |
| 1985/86 | Ray Sheppard                             | Cornwall Royals                          |
| 1984/85 | Wayne Groulx                             | Sault Ste. Marie Greyhounds              |
| 1983/84 | John Tucker                              | Kitchener Rangers                        |
| 1982/83 | Doug Gilmour                             | Cornwall Royals                          |
| 1981/82 | Dave Simpson                             | London Knights                           |
| 1980/81 | Ernie Godden                             | Windsor Spitfires                        |
| 1979/80 | Jim Fox                                  | Ottawa 67’s                              |
| 1978/79 | Mike Foligno                             | Sudbury Wolves                           |
| 1977/78 | Bobby Smith                              | Ottawa 67’s                              |
| 1976/77 | Dale McCourt                             | St. Catharines Fincups                   |
| 1975/76 | Peter-John Lee                           | Ottawa 67’s                              |
| 1974/75 | Dennis Maruk                             | London Knights                           |
| 1973/74 | Jack Valiquette                          | Sault Ste. Marie Greyhounds              |
| 1972/73 | Rick Middleton                           | Oshawa Generals                          |
| 1971/72 | Don Lever                                | Niagara Falls Flyers                     |
| 1970/71 | Dave Gardner                             | Toronto Marlboros                        |
| 1969/70 | Gilbert Perreault                        | Montreal Junior Canadiens                |
| 1968/69 | Rejean Houle                             | Montreal Junior Canadiens                |
| 1967/68 | Walt Tkaczuk                             | Kitchener Rangers                        |
| 1966/67 | Mickey Redmond                           | Peterborough Petes                       |
| 1965/66 | André Lacroix                            | Peterborough Petes                       |
| 1964/65 | André Lacroix                            | Peterborough Petes                       |
| 1963/64 | Yvan Cournoyer                           | Montreal Junior Canadiens                |
| 1962/63 | Wayne Maxner                             | Niagara Falls Flyers                     |
| 1961/62 | Pit Martin                               | Hamilton Red Wings                       |
| 1960/61 | Rod Gilbert                              | Guelph Biltmore Mad Hatters              |
| 1959/60 | Wayne Connelly                           | Peterborough Petes                       |
| 1958/59 | Stan Mikita                              | St. Catharines Teepees                   |
| 1957/58 | Murray Oliver                            | Hamilton Tiger Cubs                      |
| 1956/57 | Frank Mahovlich                          | Toronto St. Michael’s Majors             |
| 1955/56 | Ron Howell                               | Guelph Biltmore Mad Hatters              |
| 1954/55 | Hank Ciesla                              | St. Catharines Teepees                   |
| 1953/54 | Brian Cullen                             | St. Catharines Teepees                   |
| 1952/53 | Robert Attersley                         | Oshawa Generals                          |
| 1951/52 | Bill Harrington                          | Kitchener Greenshirts                    |
| 1950/51 | Glenn Hall                               | Windsor Spitfires                        |
| 1949/50 | George Armstrong                         | Toronto Marlboros                        |
| 1948/49 | Gil Mayer                                | Barrie Flyers                            |
| 1947/48 | George Armstrong                         | Stratford Midgets                        |
| 1946/47 | Ed Sandford                              | Toronto St. Michael’s Majors             |
| 1945/46 | Tod Sloan                                | Toronto St. Michael’s Majors             |
| 1944/45 | Doug McMurdy                             | St. Catharines Falcons                   |